# Nuna

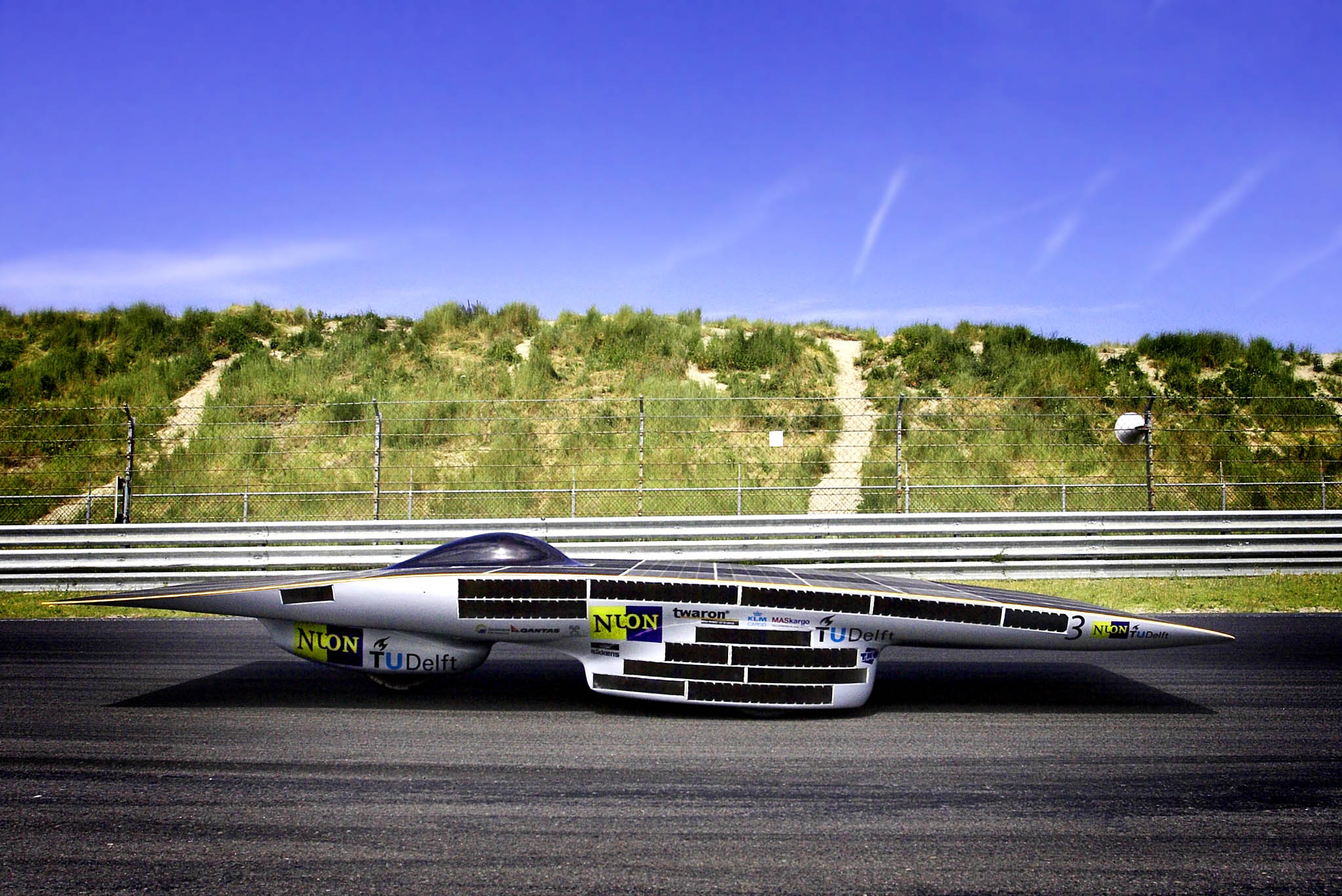
Nuna 3 no circuito de Zandvoort, na Holanda

Nuna é uma série de veículos movidos a energia solar, que venceram o Desafio Solar Mundial (World Solar Challenge), na Austrália, por seis vezes. Os Nunas foram construídos por estudantes da Universidade Técnica de Delft, na Holanda.

## Nuna 3 (2005)

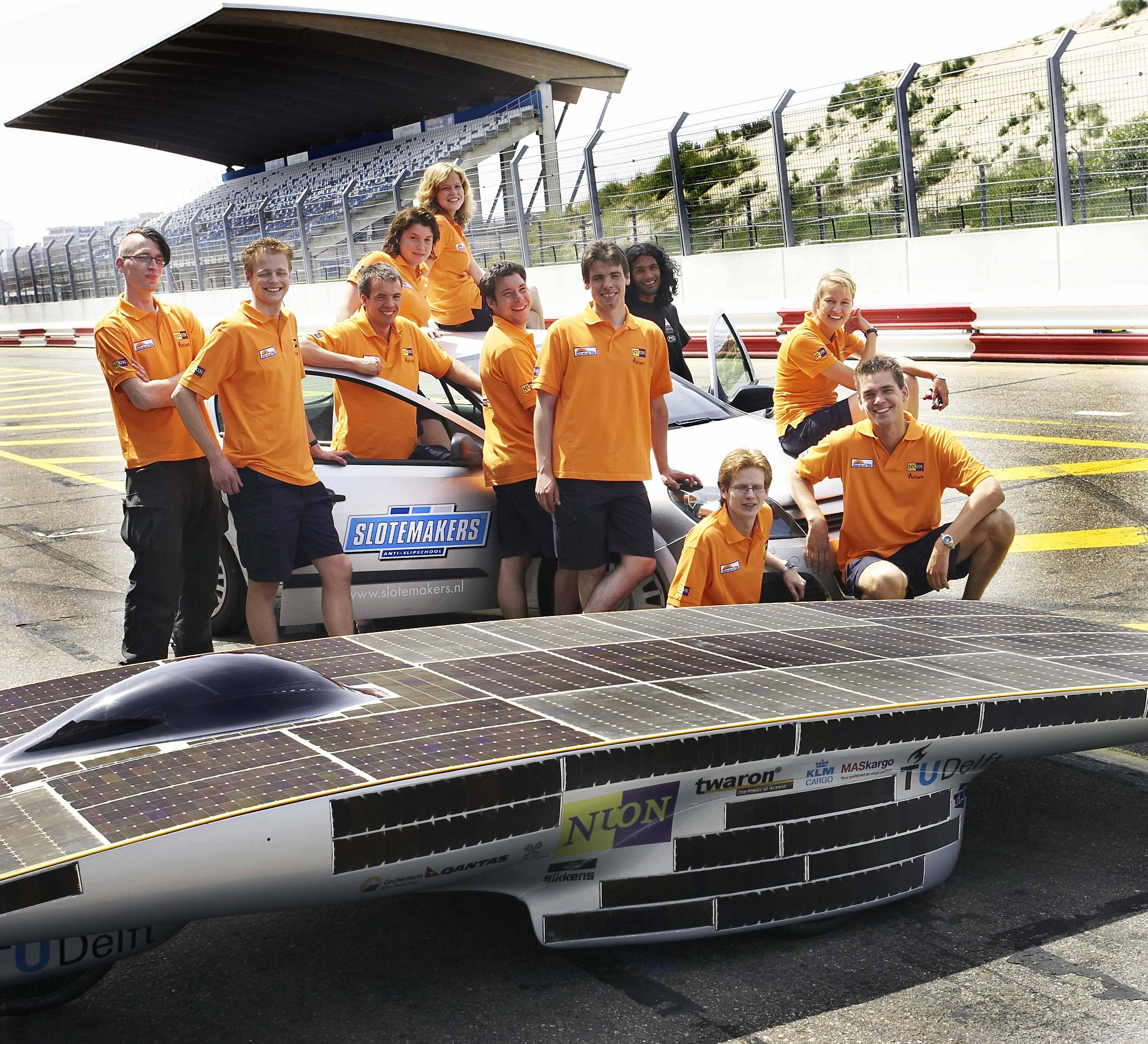
A equipe na pista de corridas de Zandvoort, na Holanda

O Nuna 3 foi um dos favoritos para a edição de 2005 do Desafio Solar Mundial   
(World Solar Challenge) com a velocidade de 130 km/h no teste antes da corrida. 
O resultado final foi que os 3.021 km entre Darwin e Adelaide foram cobertos no tempo recorde de 29 horas e 11 minutos, com média de 103 km/h.
O veículo tem células solares muito eficientes, de um tipo normalmente usado para produzir energia em satélites orbitais (como também tinham os anteriores Nunas), e tem melhor aerodinâmica e é mais leve do que seus predecessores.
Ele foi desenhado e construído por 11 estudantes de diferentes disciplinas da 
Universidade de Tecnologia de Delft (Delft University of Technology), que deixaram de lado, parcialmente, seus estudos para levar adiante o empreendimento. Eles usaram os laboratórios de alta tecnologia e as oficinas da Universidade e, da mesma forma que com o Nuna 2, receberam aconselhamento de Wubbo Ockels, o primeiro astronauta neerlandês e professor na Universidade.

### Especificações principais
| Dimensões                  | 5 x 1.8 x 0.8 m | (c x l x a) |
| Peso                       | < 200 kg        | |
| Coeficiente de arrasto     | 0.07            | Comparação: esse valor situa-se entre 0,25 e 0,35 nos carros modernos |
| Eficiência da célula solar | > 26%           | Esse valor significa uma eficiência muito alta; como comparação, as mais eficientes células solares já criadas sob condições de laboratório alcançaram apenas 6% mais eficiência do que as do Nuna. O material usado para fabricar essas células era um composto contendo arseniato de gálio. A eficiência da maioria dos painéis é de 15%. |
| Eficiência do motor        | > 97%           | Comparação: um motor elétrico médio tem uma eficiência de 85%. |
| Capacidade da bateria      | 5 kWh           | Comparação: uma bateria normal de carro de 24 kg tem a capacidade de 80 Ah, o que equivale a 1 kWh |
| Peso da bateria            | 30 kg           | |

### Critérios para o desenho ("design")
Para ter uma grande possibilidade de vencer, o carro deve:
- coletar tanta energia solar quanto possível;
- usar tão pouca energia quanto possível, para rodar a uma determinada velocidade. Isso significa atenção especial: 
  - à eficiência da transferência elétrica para as rodas;
  - à minimização do atrito, constituído por 
    - atrito do ar (resistência do ar), e
    - atrito de contato com o solo, que, por sua vez, é afetado pelo peso, entre outras coisas.

### Células solares
As células solares são feitas de arseniato de gálio (GaAs) e consistem de 3 camadas. A luz solar que penetra a camada superior é usada nas camadas inferiores, resultando em eficiência acima de 26%. Esse tipo de célula solar está entre as melhores disponíveis no momento. Além da eficiência, o tamanho também importa, e, por isso, o teto inteiro do Nuna 3 está coberto com elas, com exceção da nacele do condutor (“cockpit”).
A eficiência é ótima quando as células são atingidas perpendicularmente pelos raios solares. Se não, a produção é reduzida por aproximadamente o cosseno do ângulo com a perpendicular. Como a corrida será realizada em setembro do corrente ano (ao contrário de em outubro ou novembro nas edições anteriores) o sol estará mais baixo no firmamento (é mais cedo na primavera do hemisfério sul). Para compensar essa situação algo desvantajosa em termos de rendimento, tantas células quanto possível são colocadas nas laterais, mais notadamente nas tampas das rodas.
Uma célula solar fornece uma certa quantidade de corrente elétrica, para determinada quantidade de luz solar. A voltagem depende da carga (mais precisamente a resistência da carga). A potência é o produto da voltagem e da corrente e, portanto, também depende da carga. Acima de uma certa voltagem, a corrente da célula solar rapidamente baixa para zero, como o gráfico ilustra.
Contudo, as baterias têm uma voltagem adequadamente constante, que também 
têm um valor bastante diferente do que aquele das células solares. Assim, uma transformação de voltagem é necessária. Sendo uma corrente contínua, um transformador normal, que use corrente alternada, não pode ser utilizado.
Portanto, o transformador CC-CC (corrente contínua) deve certificar-se de que a carga que as células solares recebem é tanta que elas produzam a potência máxima, dessa forma, portanto, na parte mais alta da linha verde do gráfico.  A máquina que trabalha nessa situação é chamada de MPPT – sigla em inglês para Maximum Power Point Tracker. Aqui também, o objetivo é conseguir que essa conversão/transformação alcance a máxima eficiência (>97%).

### Desenho aerodinâmico

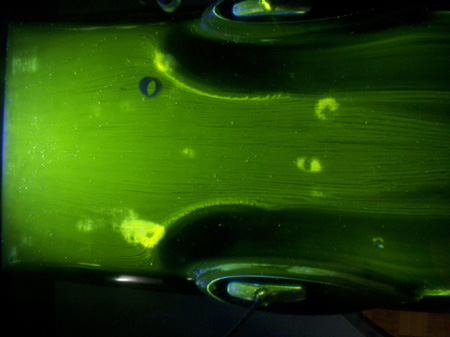
A parte inferior do modelo Nuna 3 num túnel de vento

O arrasto aerodinâmico é uma parte importante da resistência total. Importante são a superfície frontal e a linha da corrente do ar. 
Qualquer desvio da linha ideal da corrente do ar causará turbulência, a qual consumirá energia, que não será usada para o deslocamento.
A linha ideal da corrente do ar será alcançada em diversos estágios:
- por meio de simulações do desenho, em computador;
- por meio de testes em um modelo em escala, em um túnel de vento. Por exemplo, tintas líquidas poderão ser aplicadas sobre a superfície do veículo, para ver-se como o fluxo de ar flui sobre ela. A foto foi tomada durante um dos testes no Laboratório de Baixa Velocidade da TU Delft. (Low Speed Laboratory)
- por meio de testes no carro em tamanho natural, em um túnel de vento. Para isso, o túnel de vento holandês-alemão de Emmeloord será utilizado.

A partir de dados meteorológicos da área onde a competição srá realizada, pode se concluir que haverá predominância de ventos laterias de intensidade forte. As tampas das rodas do Nuna 3 foram desenhadas de tal forma que um vento lateral terá efeito propulsor.

### Motor
O motor é totalmente encaixado na roda traseira para minimizar a perda pela transmissão mecânica do motor para a roda (como é o caso em um carro normal, com caixa de mudanças e eixo cardã). O motor é a versão melhorada de motor suíço construído por Drivetek, uma criação de Hochschule für Technik und Architektur Biel (Escola Superior de Técnica e Arquitetura de Biel, Suíça).  Os melhoramentos foram a redução do peso em 30% (10 kg), aumento de 50% na potência (acima de 2.400 W) e um torque 45% mais elevado. A eficiência do motor foi também melhorada e está agora acima de 98%. Mas – como o gráfico mostra – isso depende  um pouco da velocidade e aumenta com a velocidade.

### Teste de condução
Durante um dos testes de condução na Holanda, o Nuna 3 alcançou a velocidade de 130 km/h. No primeiro dia da competição, o carro alcançou a velocidade máxima de 140 km/h.

### A corrida
Vencer a corrida exige não apenas um bom veículo mas também uma maneira inteligente de o conduzir, de acordo com as características da pista. É por isso que ela foi pesquisada por 2 meses antes da corrida. Diferenças de altitude foram mapeadas e marcadas com dados de GPS (Global Positioning System - Sistema de Posicionamento Global). Com isso, durante a corrida, a velocidade ótima poderá ser determinada.
Apesar de todos os testes e outros preparativos, um fator de incertidão permanece; o clima. Qualquer nuvem influenciará grandemente a quantidade de luz solar que pode ser capturada. Assim, qualquer mudança do clima ao longo da pista terá que ser constantemente monitorada. Todos esses dados são analisados por um modelo computacional que constantemente calcula a velocidade ideal para o momento. Esse equipamento está instalado nos carros de acompanhamento, movidos a gasolina. Através de telemetria, os pilotos acompanhantes recebem os dados sobre a condição das baterias e a quantidade de luz solar capturada.

### Competidores importantes
O vencedor do Desafio Solar Americano da Universidade de Michigan (EUA) foi considerado um dos mais importantes competidores. Outros oponentes de nível foram o MIT - Massachussets Institute of Technology (também EUA) e
a equipe japonesa da Universidade Ashiya. Em 2005, havia também dois outros competidores europeus, a equipe holandesa cognominada Raedthuys Solar Team da Universidade de Twente e a belga Umicore Solar Team da cidade de Leuven.

### Monitoramento da Corrida 2005
- 5 de agosto de 2005: a equipe chega a Adelaide.
- 2 de setembro de 2005: é concedida a permissão de condução na estrada.
- 16 de setembro de 2005: durante um teste de condução o Nuna 3 tem uma parada abrupta que termina no acostamento. A suspensão defeituosa de uma roda causou o incidente. O dano foi limitado e reparado em poucos dias.
- 22 de setembro de 2005: O Nuna 3 é aprovado pela organização.
- 24 de setembro de 2005: O Nuna 3 qualifica-se para a 8ª. posição de partida, que é melhor do que aquelas alcançadas pelos dois modelos antecessores.
- 25 de setembro de 2005: O Nuna 3 cobre 827 km mantendo o primeiro lugar, liderando sobre a equipe Michigan por aproximadamente meia hora.
- 26 de setembro de 2005: No segundo dia, o Nuna 3 cobre 835 km, a uma velocidade média de 105 km/h, a qual se constitui novo recorde para 1 dia de corrida no Desafio Solar Mundial. A equipe Michigan ficou 132 km atrás.
- 27 de setembro de 2005: O Nuna 3 cobre 858 km, batendo o recorde de ontem. A liderança ficou em 2 horas. Faltam ainda 500 km.
- 28 de setembro de 2005: O Nuna 3 é o primeiro carro a chegar em Adelaide, marcando assim um "hat-trick". A velocidade média geral é de 103 km/h, no percurso de 3.010 km, significando melhoria de 6 km/h sobre o recorde de 2003.